# Czempion narodowy
Czempion narodowy – podmiot gospodarczy z udziałem Skarbu Państwa o znaczącym potencjale własnym i istotnym znaczeniu dla gospodarki narodowej.
Potencjał własny analizowanego przedsiębiorstwa mierzony może być np. jego stopniem internacjonalizacji lub poziomem innowacyjności. Znaczenie dla gospodarki narodowej mierzone jest przy pomocy takich kryteriów, jak: skala działalności przedsiębiorstwa, wpływ na system bezpieczeństwa państwa (np. obecność w systemie infrastruktury krytycznej), wartość przedmiotu działalności przedsiębiorstwa z punktu widzenia ostatecznych użytkowników lub użyteczność społeczna przedmiotu działalności.
Do polskich czempionów narodowych można zaliczyć m.in.: KGHM Polska Miedź, PKN Orlen, Polskie Górnictwo Naftowe i Gazownictwo, Polska Wytwórnia Papierów Wartościowych, PKO Bank Polski, PZU.
Według PwC do czempionów gospodarczych uzyskujących szczególne sukcesy za granicą należą: KGHM Polska Miedź, Polska Wytwórnia Papierów Wartościowych.